# Cimetière militaire allemand du Cateau-Cambrésis
Le  « Cimetière Militaire Allemand du Cateau-Cambrésis  » est un  cimetière militaire de la Première Guerre mondiale situé sur le territoire de la commune du Cateau-Cambrésis, dans le département du Nord. Outre la présence de plusieurs nationalités, il a comme particularité de comporter un monument bilingue franco-allemand portant l'inscription « aux braves soldats morts pour leur patrie ».

## Localisation
Ce cimetière est implanté au nord de la ville, en bordure de la D932, (chaussée Brunehaut) de Maretz à Bavay. Il est contigu à un autre cimetière militaire, britannique, Le Cateau Military Cemetery.

## Historique
Le cimetière a été construit par les troupes allemandes pour enterrer les victimes de la bataille du Cateau qui s'y est déroulée du 25 au 27 août 1914. La  ville resta aux mains des Allemands jusqu'à la mi-octobre 1918. Pendant cette période, le front étant situé à une centaine de kilomètres à l'ouest dans le secteur d'Arras, de nombreux soldats décédés des suites de maladies, de blessures ou d'accidents y ont été inhumés. La plupart des victimes de combats sont tombées en octobre 1918 pendant la bataille autour du Cateau lors de la dernière offensive des armées alliées. Entre 1921 et 1923, les sépultures militaires allemandes de 53 communes des environs ont été regroupées dans ce cimetière par les autorités militaires françaises, dont plus de 1 000 provenant du cimetière allemand de Maubeuge..

## Caractéristiques
Ce cimetière géré par la Commission allemande des sépultures de guerre (Volksbund Deutsche Kriegsgräberfürsorge) regroupe 5 522 sépultures allemandes. Sont également enterrés au côté des Allemands 42 Russes , 11 Français et un Britannique non identifié.
Parmi les 5 522 sépultures allemandes, 5 381 sont des tombes individuelles, dont 629 non identifiées, et 141 sont en fosse commune, dont 77 seulement sont identifiées.
Sur la plupart des tombes individuelles, des croix de pierre naturelle portent l'inscription du nom des morts sur le devant et sur l'arrière. Il y a aussi 17 tombes de soldats de religion juive qui sont marquées d'une stèle de pierre sur lesquelles est écrit en hébreu, en partie supérieure "ici repose..." et en partie inférieure "Puisse son âme être tissée dans le cercle des vivants." Des pierres rectangulaires posées à plat dans l'herbe recouvrent des tombes collectives et portent plusieurs noms. Au fond du cimetière se trouvent des panneaux de pierre verticaux portant les noms des soldats identifiés qui sont enterrés dans une fosse commune. 
Berta Breindl est la seule femme inhumée dans ce cimetière. Elle était téléphoniste et est décédée le 21 septembre 1918.[réf. nécessaire] Deux infirmières militaires allemandes ont été quant à elles enterrées dans le cimetière britannique voisin.

### Deux monuments particuliers
Le cimetière comporte deux monuments particuliers : un obélisque et une pyramide, cette dernière étant un monument bilingue franco-allemand. Tous deux ont été mis en place par l'armée allemande pendant le premier conflit mondial puis déplacés par la suite pour les implanter au Cateau.
L'obélisque avait à l'origine été commandé par la municipalité de Sains-du-Nord pour en faire son monument aux morts de la Guerre de 1870, mais il se trouvait encore dans l'atelier du marbrier lors de l'invasion allemande en 1914. L'armée allemande le réquisitionne alors et l'installe dans le carré militaire allemand à Sémeries, aux frais de cette dernière municipalité.
La pyramide est quant à elle mise en place en 1915 au milieu des tombes allemandes du cimetière d’Avesnes-sur-Helpe et inaugurée au cours d'une cérémonie grandiose le 10 octobre 1915. Toutefois, comme il y a aussi des soldats français inhumés dans ce cimetière, la Kommandantur d'Avesnes-sur-Helpe fait graver sur le monument, en allemand et en français, l'inscription « aux braves soldats morts pour leur patrie ».
Selon l'historien local Pierre Démaret, les deux monuments sont transférés au Cateau dans les années 1930 en accord avec les autorités allemandes, lorsque les sépultures militaires de la région d'Avesnes sont regroupées au cimetière international du Cateau. Les autorités françaises font retirer les noms des soldats français avant le transfert du monument.

## Galerie

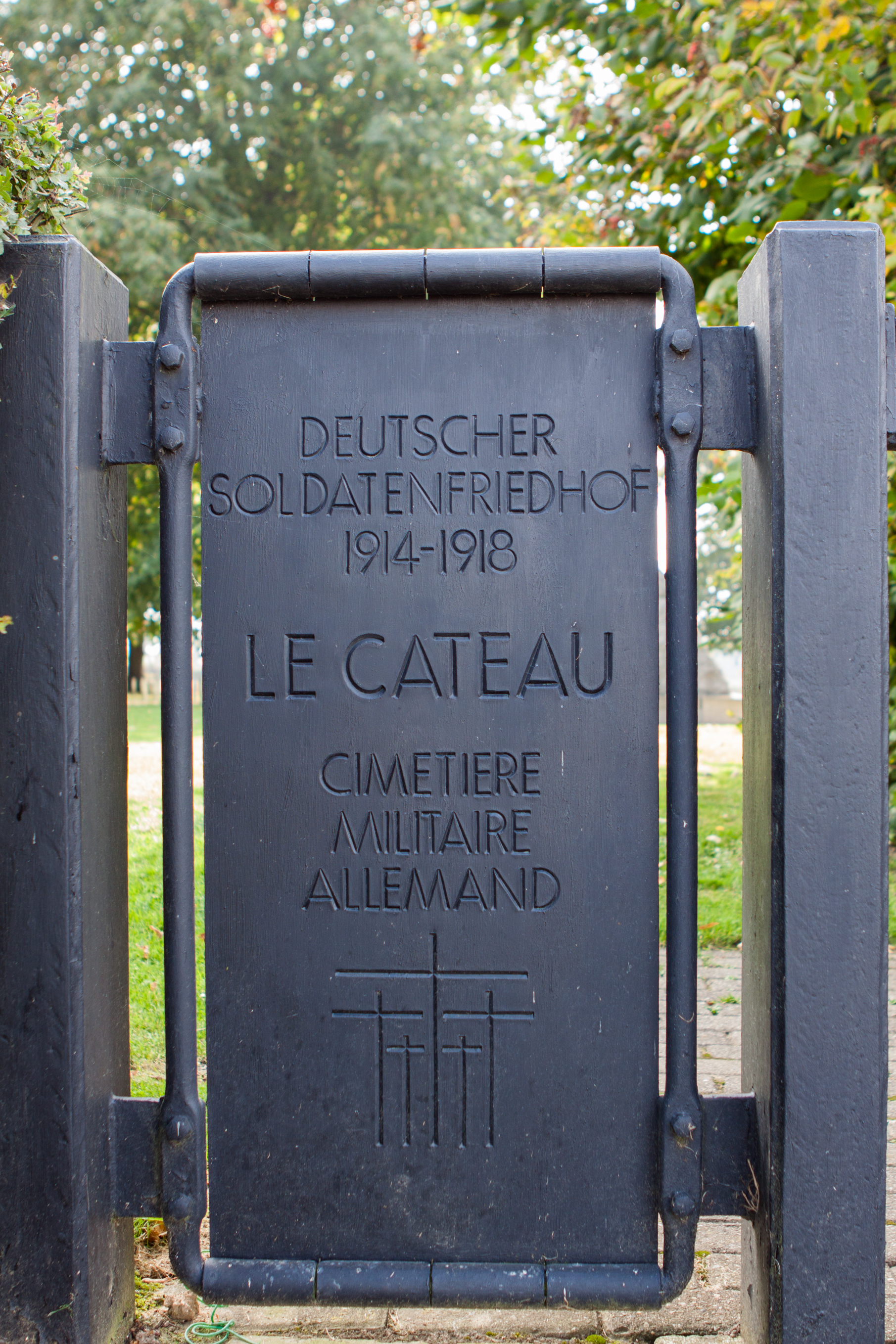
Entrée du cimetière.
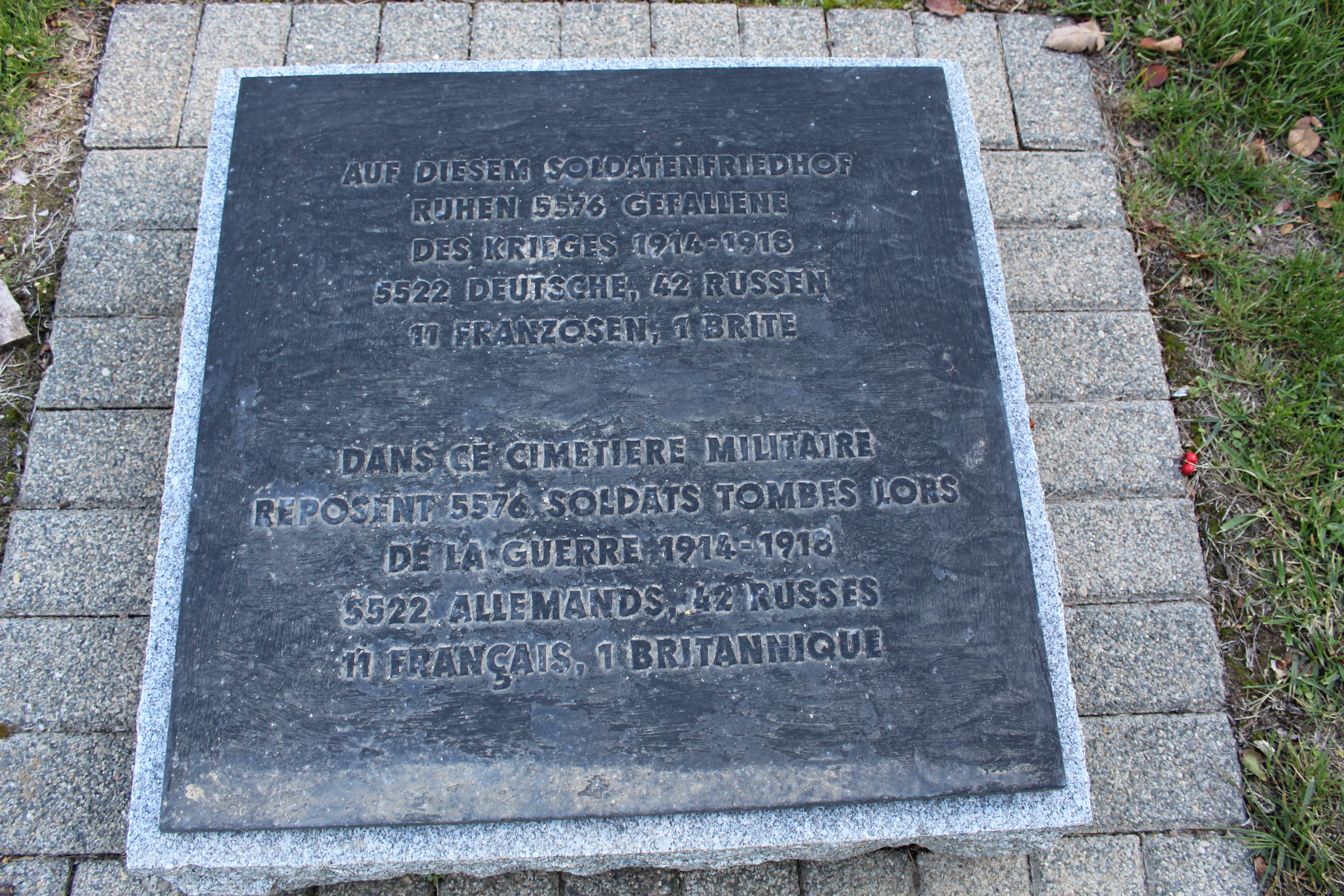
Dans ce cimetière reposent 5576 soldats tombés lors de la guerre 1914-1918.
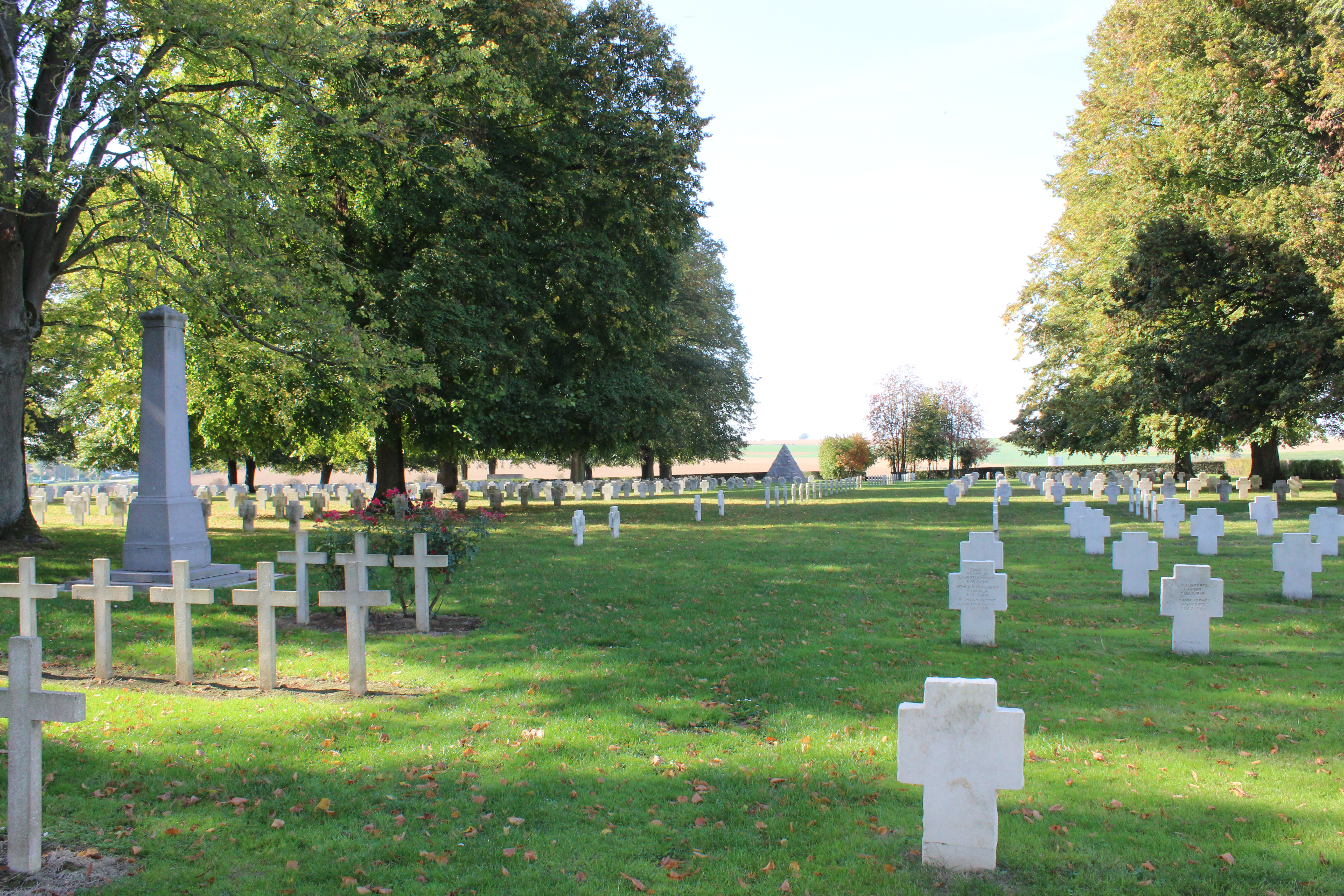
Croix en pierre comportant chacune les noms de plusieurs soldats allemands.
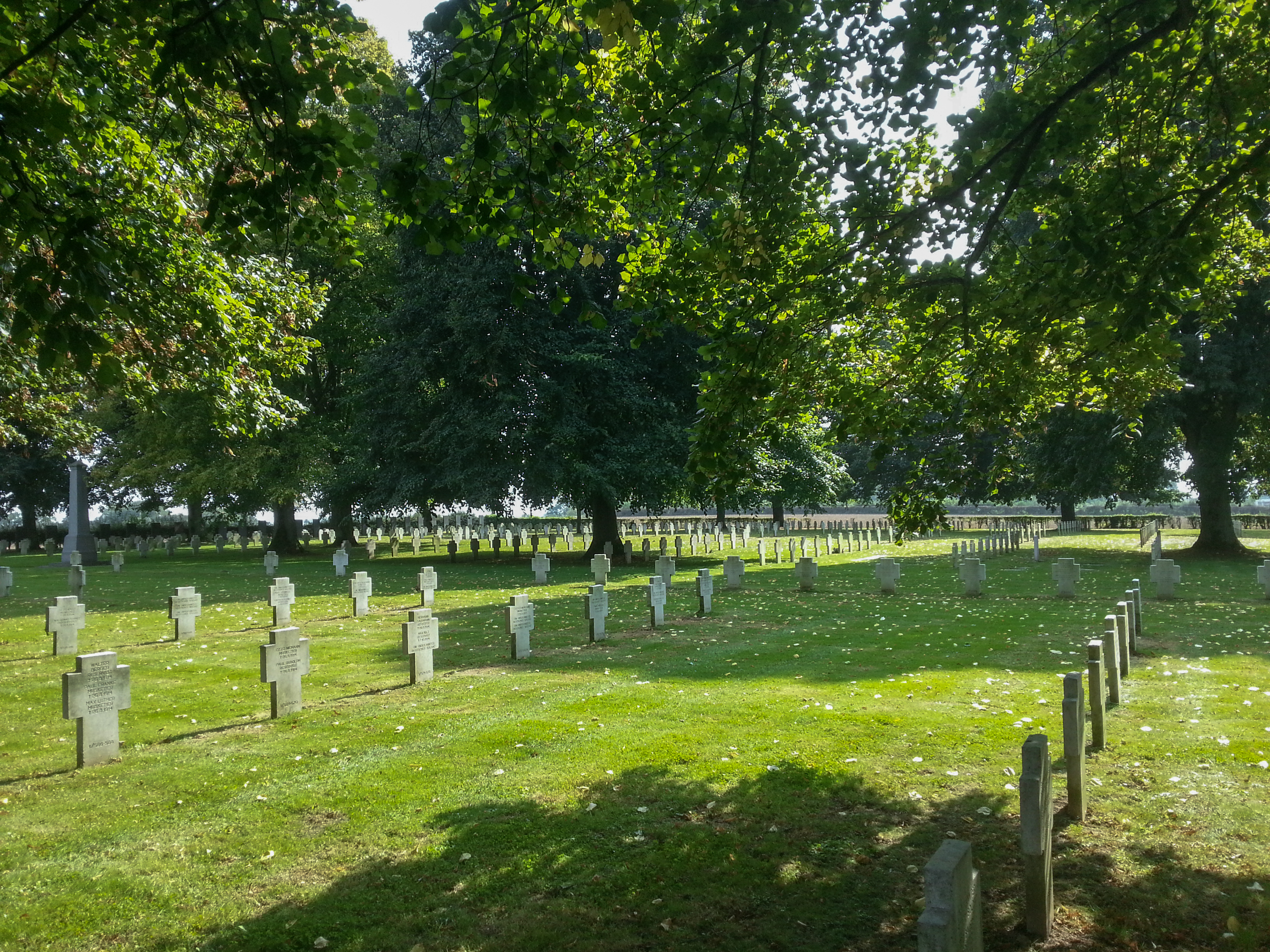
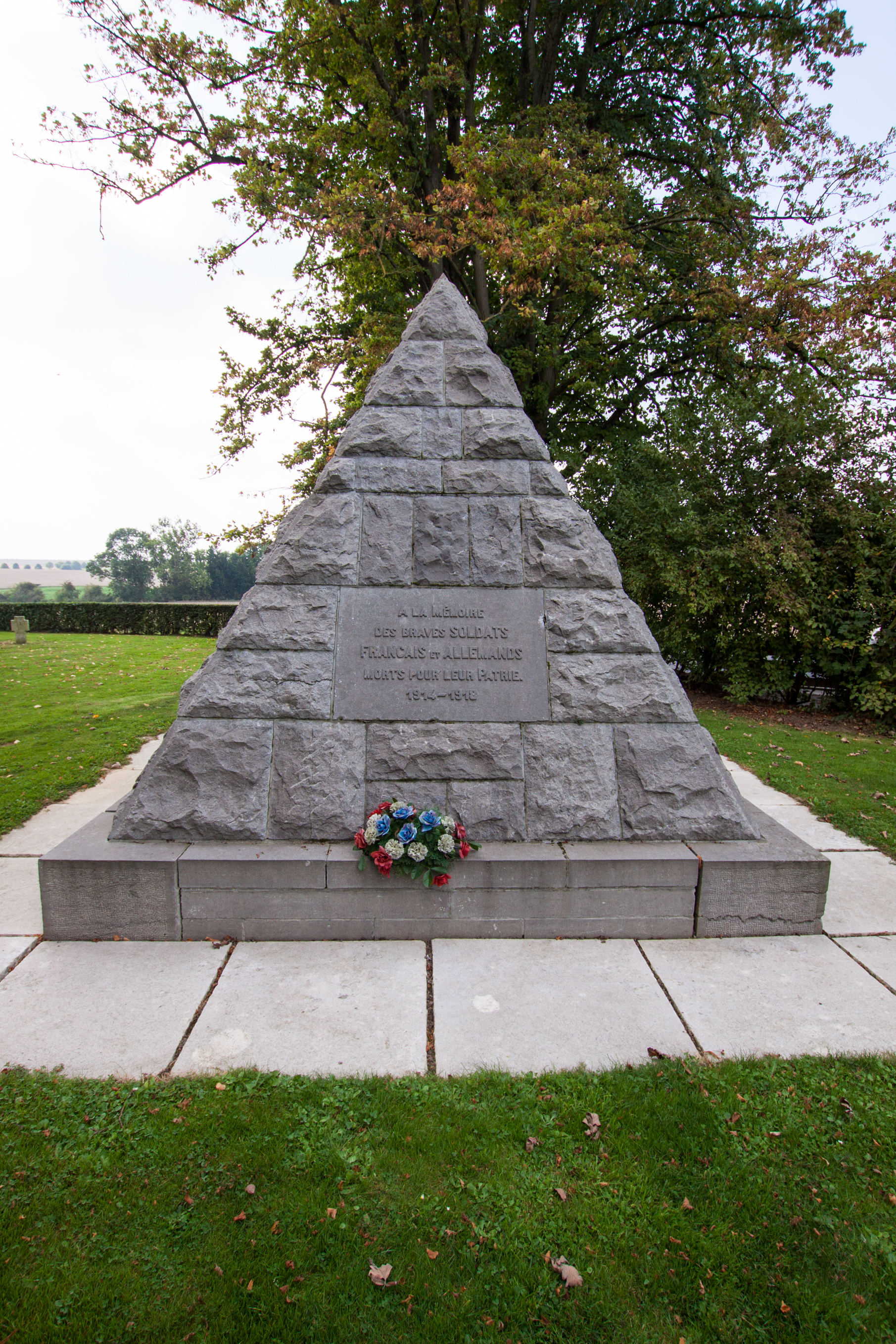
Pyramide portant l'inscription "aux braves soldats français et allemands morts pour leur patrie 1914-1918".
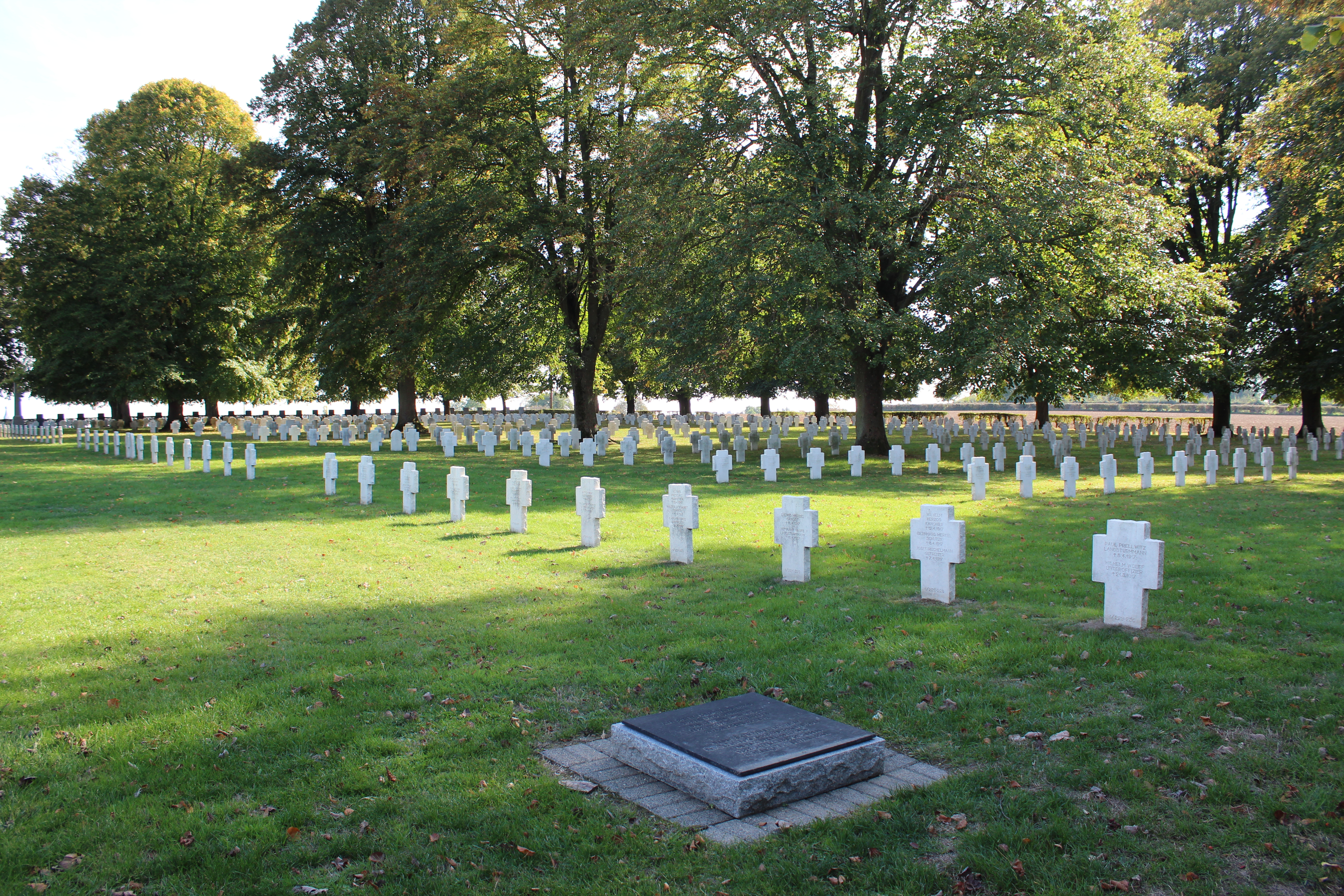
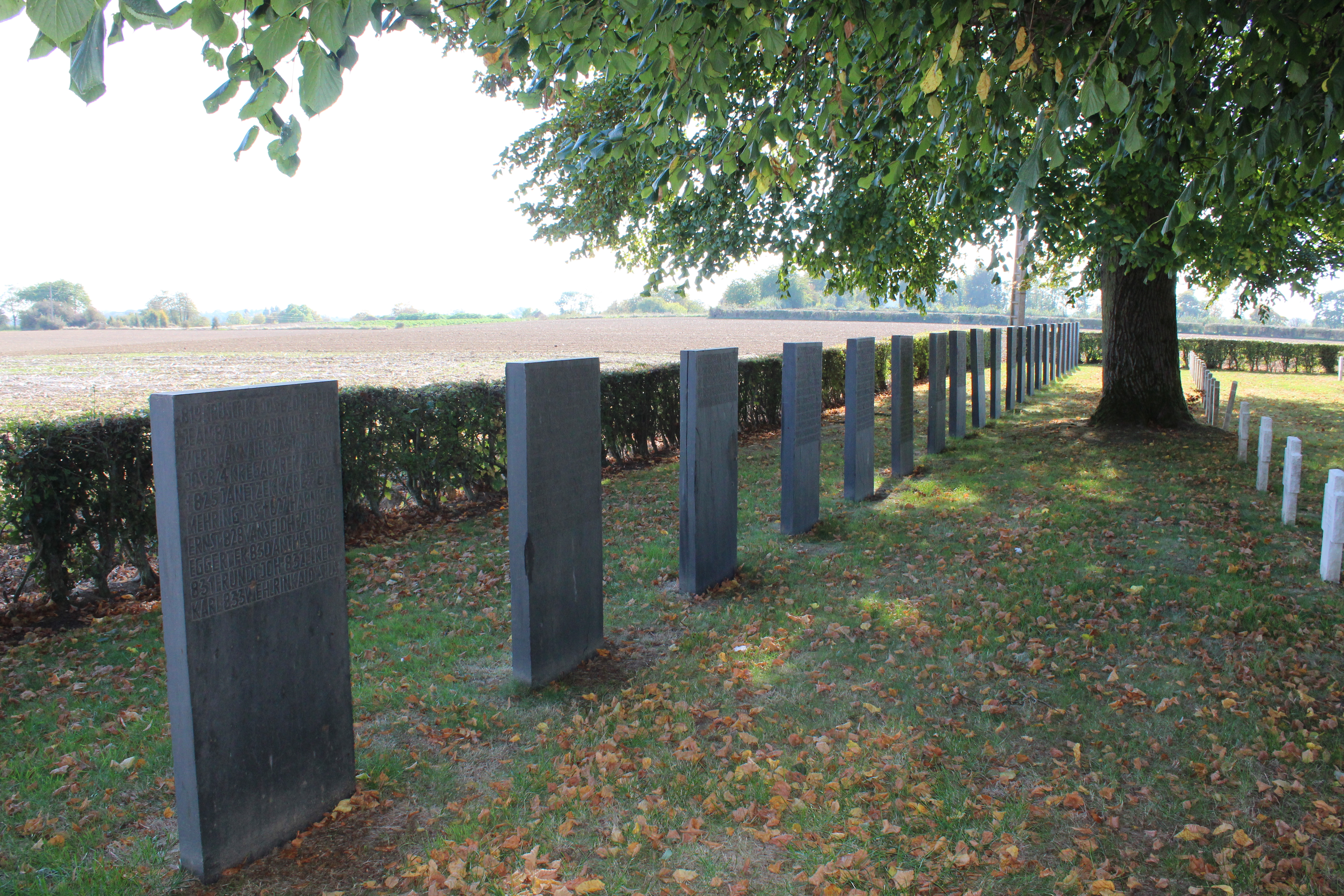
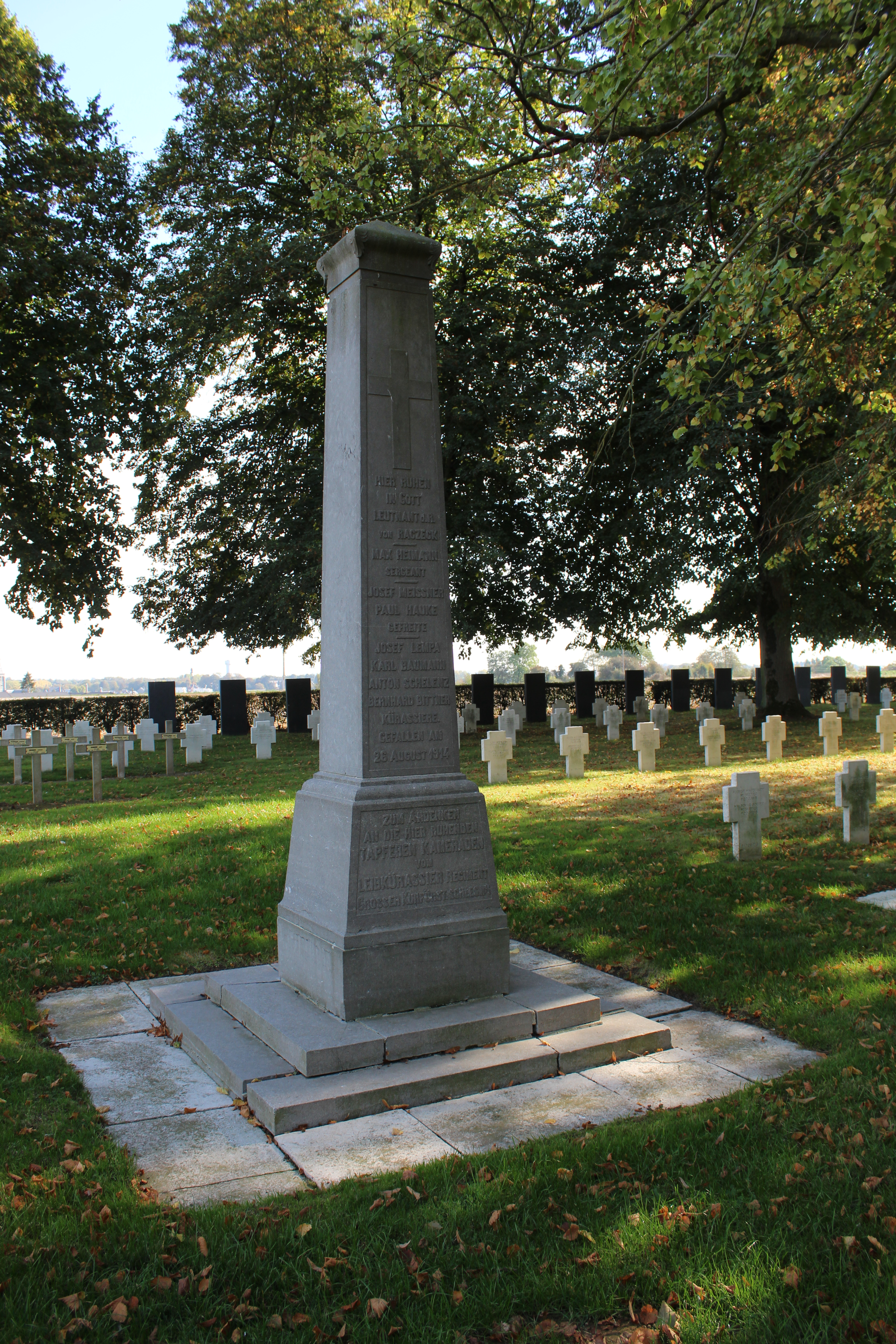

## Sépultures
| Pays         | Sépultures |
| ------------ | ---------- |
| Allemagne    | 5 522      |
| Empire russe | 42         |
| France       | 11         |
| Royaume-Uni  | 1          |
| Total        | 5 576      |